# Alexandru Egunov
Alexandru Egunov (n. 6 octombrie 1824 - d. 15 martie 1897) a fost un statistician moldovean de naționalitate rusă din sec. XIX. 
Și-a făcut studiile la Liceul regional din Chișinău și la Facultatea de Drept a Universității din Moscova. Fondatorul statisticii în Basarabia. A condus comitetul statistic al Basarabiei. A fost redactorul ediției  de limbă rusă Бессарабский статистический коммитет. Записки editate în trei volume în anii 1864, 1867, 1868. (Tradus: "Comitetul statistic bassarabesc - Însemnări")
Bun cunoscător al trecutului Basarabiei, Egunov a fost un sprijin serios pentru politica guvernatorului rus, generalul Fanton.
Din anul 1848 a început să colaboreze cu revista  Современник, unde a publicat mai multe studii despre legislația și economia Basarabiei.
Revista Viața Basarabiei îl elogiază  în paginile sale ca pe un profund cunoscător și fruntaș al ținutului moldovean dintre Prut și Nistru.
În anul 1869, Alexandru Egunov a editat un studiu intitulat „Culegere de legi locale civile ale Basarabiei”, în care a inclus și normele dreptului local conținute în două izvoare principale ale dreptul scris moldovenesc (din Basarabia) — Hexabiblul lui Armenopol și Codul Donici. 
Culegerea a fost reeditată 12 ani mai târziu sub denumirea „Legile locale ale Basarabiei”.  
Necrologul la moartea lui Egunov a fost tipărit în prestigioasa revistă Curierul Istoric.

## Publicații
- Местные гражданские законы Бессарабии.-  II-е изд. Санкт Петербург, 1881;
- Бессарабская губерния в 1870-75 гг. Перечень населенных мест. - Кишинев, 1878